# Voljski
Voljski (ru. Волжский) este un oraș din Regiunea Volgograd, Federația Rusă și are o populație de 313.169 locuitori.